# Класна кваліфікація льотчика

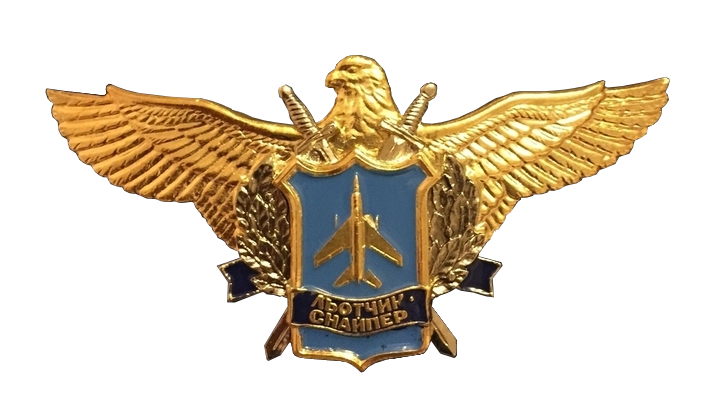
Нагрудний знак «Льотчик-снайпер» Повітряних Сил ЗСУ

Класна кваліфікація льотчика (класність) — рівень професійних навичок пілотування, який зазвичай використовується для кваліфікації військових льотчиків державної авіації в Україні та деяких інших країнах. Кваліфікаторами використовуються сумарна кількість годин нальоту льотчика протягом кар'єри або на певному типі літальних апаратів, погодні умови за яких льотчик здатний успішно виконувати місії, тощо.

## Класи льотчиків за країнами

### Україна
У період з 1993 року по 1998 рік геральдист Валерій Ляхов, за підтримки історика Максима Царенка, створив систему розпізнавальних знаків класності українських льотчиків Військово-повітряних сил України (нині Повітряні Сили ЗСУ).

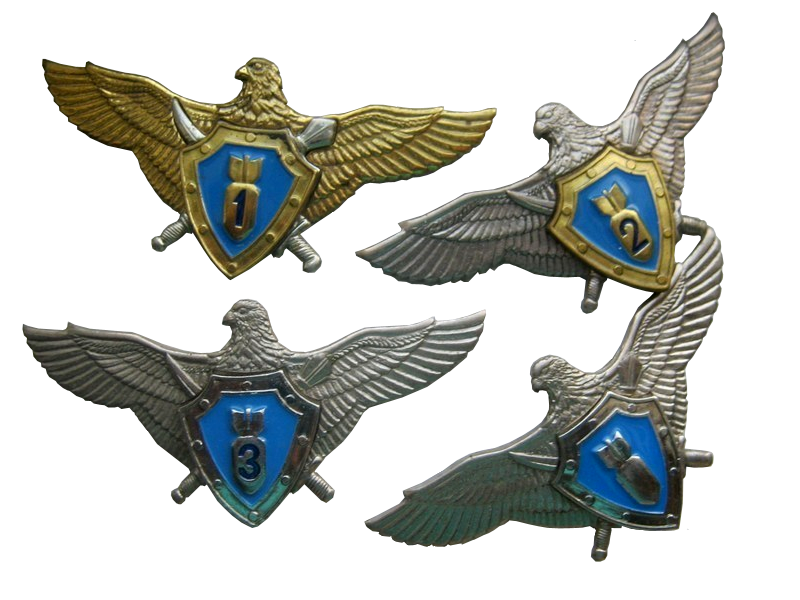
Нагрудні знаки класності штурманів Повіртяних Сил ЗСУ

З 2015 року, в Україні діють наступні кваліфікаційні класи (за зростанням):
- для льотчиків-винищувачів і штурманів (бомбардувальників): 3-й клас, 2-й клас, 1-й клас, снайпер;
- для льотчиків-інструкторів і штурманів (бомбардувальників): 3-й клас, 2-й клас, 1-й клас;
- для льотчиків-випробувачів: 3-й клас, 2-й клас, 1-й клас.

Кваліфікаційні класи льотчиків-винищувачів визначаються наступним чином:
- Льотчик 3-го класу — льотчик із нальотом понад 150 годин, здатний виконувати місії вдень за простих погодніх умов.
- Льотчик 2-го класу — льотчик із понад 200 годинами нальоту, здатний виконувати місії за складних погодніх умов вдень і за простих погодніх умов вночі.
- Льотчик 1-го класу — льотчик із нальотом понад 400 годин, здатний виконувати завдання вдень і вночі за будь-яких погодніх умов.
- Льотчик-снайпер — льотчик із нальотом понад 550 годин, здатний виконувати завдання вдень і вночі в будь-яких погодніх умов та не має жодних серйозних авіаційних подій за останні 12 місяців.

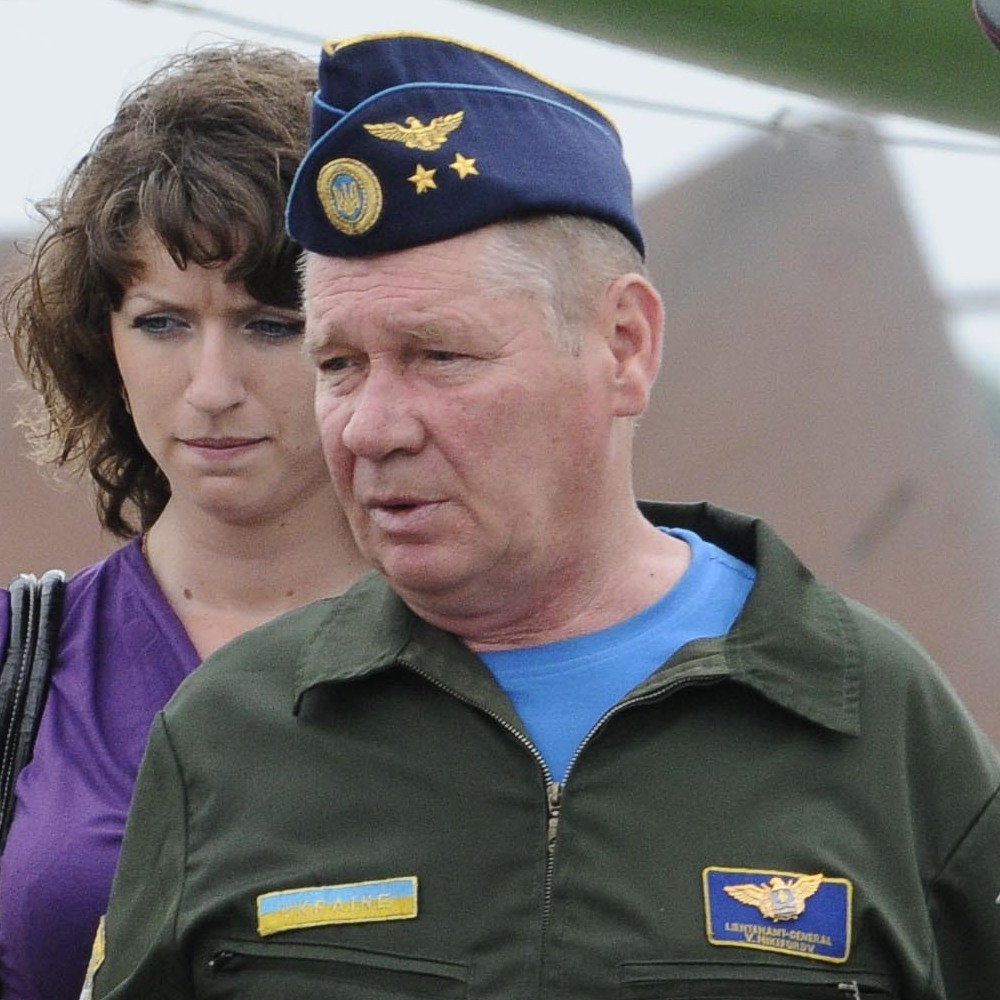
Льотчик-снайпер Василь Нікіфоров
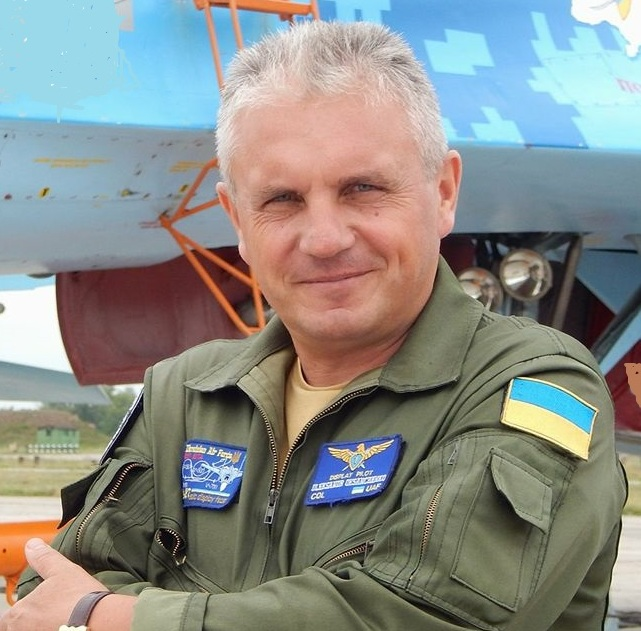
Льотчик 1-го класу Олександр Оксанченко
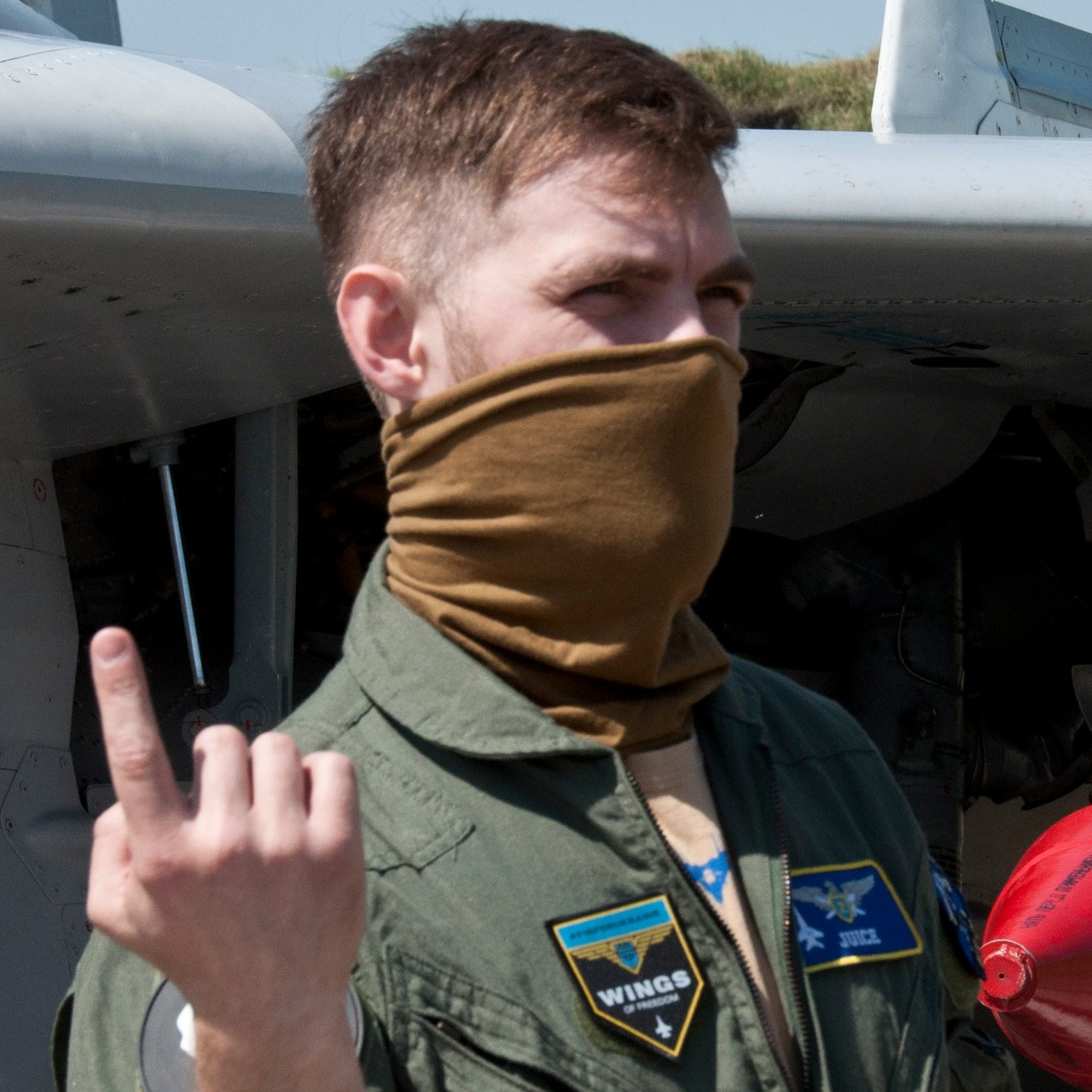
Льотчик 2-го класу Андрій "Juice" Пільщиков
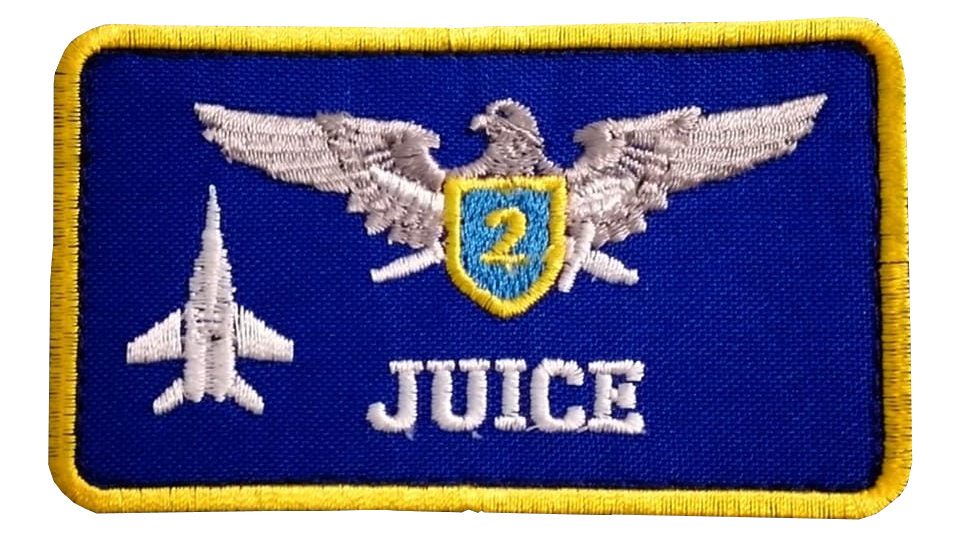
Іменний знак[en] українського льотчика-винищувача 2-го класу "Juice"

3-й клас присвоюється лейтенантам льотчикам і штурманам по завершенню навчання у Харківському національному університеті Повітряних сил імені Івана Кожедуба.
Льотчик із нальотом менше 150 годин зазвичай вважається льотчиком-стажером. Інший авіаційний персонал, окрім льотчиків, має аналогічну схему класної кваліфікації.

## Цікаві факти
- У 2023 році Юрій Зозуля, співорганізатор парку розваг «X-парк» у парку «Муромець»[12] та керівний партнер української групи компаній FreeGen Group[13], запропонував Міністру оборони України Олексію Рєзнікову затвердити класну кваліфікацію для операторів дронів за принципом класної кваліфікації льотчиків.[14]